# 朝6生ワイド
『朝6生ワイド』（あさろくなまワイド）は、札幌テレビ放送で放送されていた早朝の情報番組である。番組ロゴでは、『朝6生ワイド〜北海道あさ一番〜』と銘打っていた。

## 番組内容
朝一番の北海道内のニュース、天気予報、スポーツニュース、交通情報のほか、朝刊紙面の紹介や生活情報を放送。また、道内各地に設置された無人コントロールカメラ（お天気カメラ）・通称「パノラマカメラ」が映し出す、道内の朝の表情を随所に織り交ぜながら放送。放送時間は、4:53 - 6:30（6:00 - 6:08は『NNNニュースSUPER』が挟まれる）。『ズームイン!!SUPER』を差し替えて、ローカル放送をする。

## 主な出来事

### 発足
番組の前身にあたる『淳子の目覚時計』（1989年10月 - 1990年3月放送）を引き継ぎ、時間を拡大して6:00 - 7:00までの1時間番組『あさ6生ワイド〜淳子と慎也の目覚時計』として、1990年4月2日にスタートした。
半年後、初代女性キャスターだった山上淳子が結婚退職したことに伴い『朝6生ワイド〜北海道あさ一番〜』にタイトル、および表記を一部変更。この頃から番組が視聴者に浸透しはじめる。1991年には、早朝6時台の番組では、全国の民放局として初めてNHKの視聴率を抜くという快挙を成し遂げ、STVのローカル情報番組の制作能力上昇に貢献、この番組の成功を軸に、1991年10月7日に夕方のテレビ情報番組『どさんこワイド』が放送開始。全国のローカルワイド番組、キー局製作の朝の情報番組にも影響を与えた。
当時のこの番組のニュースではオンエア済映像ではなく、映像素材を日本テレビ等系列局から仕入れて放送した。この形式は当時としてはたいへん画期的であった。

### フライングスタート
この番組の成功を受けて、1990年秋には北海道放送（HBC）が『ニュース朝一番』（後の『ニュースコール北海道』）を、この番組より5分早い放送開始時間でスタートさせたことから、『朝6生ワイド』も開始時刻を5:55開始とし、以降半年毎に開始時間が5分ずつ繰り上がっていった。現在、テレビ番組が正時より早く放送を開始する「フライングスタート」を本格化させたのはこの番組であり、後に「どさんこワイド」とHBCの夕方ワイド番組でも、放送開始時刻の繰り上げ合戦が繰り広げられた。

### 繰り上がる放送開始時刻と『ズームイン!!』との兼ね合い
1990年代後半には放送開始時刻が午前5時台後半から前半へと繰り上がり、2005年時点では4:53 - 6:30までの放送となっており、番組タイトルに反して6時台の放送時間が5時台と比べ短くなっていたが、番組のタイトルが定着していることや視聴率ではトップを保っていた事からか、道内の市町村合併によりタイトル末尾の数字減らした『どさんこワイド』とは対照的に、本番組では2010年10月にタイトルロゴを変更した以外は番組終了までタイトルロゴの変更を行わなかった。
2001年の秋より、日本テレビ系列全国ネットの『ズームイン!!SUPER』が開始されたことに伴い、番組終了時間が6時30分までと大幅に短縮されているが、6時45分すぎから一部コーナーを差し替え、道内のニュース・天気情報・交通情報・占いなどを『朝6生ワイド』のキャスターが伝えるローカル枠を放送しているため、事実上は7時近くまで同番組のスタイルが続き『朝6生ワイド』の実際の放送終了時刻が曖昧になっている。
『ズームイン!!SUPER』が開始され、番組終了時間が6:30までと大幅に短縮された初期の頃は、6:40頃からローカル差し替え放送の『朝6生ワイド』のキャスターが伝えるローカル枠への切り替えがスムーズに出来ていなかったことが度々あった。視聴者から、全国ネットのニュースやコーナーが放送されている最中であるにもかかわらず、突然ローカル枠へ切り替わることに不快感を示す声が、当時の『朝6生ワイド』のメインキャスターの和久井薫アナ（その後、2011年3月まで森中慎也）が担当していた視聴者番組『ハイ!STVです』で、視聴者からの意見として紹介されていたこともあり、その後、ローカル枠への切り替えは幾度の改善が行われている。また、この番組は、『ズームイン!!SUPER』の「5:30HEADLINE」は、重大なニュースが発生したときと、年末年始のみネットする。
しかしながら、日本テレビ系列全国ネットの『ズームイン!!SUPER』が番組冒頭の5:20から放送されている地域と、STV・ytvのように自社製作ローカル番組を放送して『ズームイン!!SUPER』のネット放送を6:30から飛び乗りする地域が混在していることから、日本テレビ系列全国ネットの『ズームイン!!SUPER』を番組冒頭の5:20からネット放送を望んでいる視聴者からの意見がある一方で、自社製作ローカル番組と日本テレビ系列全国ネットの『ズームイン!!SUPER』との兼ね合いと融合が今後の課題でもある。2007年12月31日と2009年12月28日は年末の特別編成の関係からSTVでも本番組を休止し、『ズームイン!!SUPER』を番組冒頭の5:20からローカル枠を除き、フルネットで放送された。
5:20 - 6:30の時間帯は、『ズームイン!!SUPER』向けにSTVからパノラマカメラの映像を裏送りすることがあった（特に雪の時期、5:20のオープニングで実施）。

### パノラマカメラ
番組を彩るのは、道内各所に設置されたパノラマカメラ。1990年の番組開始時は、札幌と、この番組の開始に合わせて設置された函館、旭川、釧路の4か所だったが、現在はその数を増やし（設置場所は札幌テレビ放送の記事を参照）、四季折々の映像を送り届けている。
また、2006年6月の札幌地区の地上デジタル放送開始に伴い、ハイビジョンサイズで高画質の「スーパーパノカメ」が登場した。移設も可能で毎朝、札幌近郊から美しい映像を届けている。「スーパーパノカメ」を使用していない地点でも、2010年7月のアナログ放送におけるレターボックス放送開始以降はすべての地点で4:3標準画質を上下カットした16:9サイズに変更された（標準画質は変わらず。これは本番組に限らず、どさんこワイドやニュース番組でも同様となっている）。なお、これらのカメラ映像の一部は、STVのウェブページのライブカメラ（外部リンク）でも見ることができる。
各地にパノラマカメラが設置されていることや、後の時間に『ズームイン!!SUPER』があること、また番組が高い視聴率を獲得していることもあって、ここ数年は早朝の時間帯にも事件・事故の現場から生中継をする回数が増えている。
特に災害時などではその効力を遺憾なく発揮し、2003年9月26日4:50に発生した平成15年十勝沖地震では、地震発生時刻が番組の放送開始直前ということもあって、番組開始とともに十勝沖地震の情報を放送し、震源地に近い釧路のパノラマカメラが津波に備え沖へ逃げる漁船の集団を映し出し、震源地に近い地域のパノラマカメラをフル活用し、視聴者や自宅に居た報道スタッフから送られた、被害状況や停電の状況を伝えるFAXやメールが情報として伝えることで、地震で不安に陥った視聴者を安心させた。
また人員体制も揃っていたため、6:30から飛び乗りでネット放送している『ズームイン!!SUPER』以降の日本テレビ系全国ネットの番組を一切放送せず、引き続き道内向けにローカルの独自編成を実施して十勝沖地震関連の災害報道を引続き放送するという、民放でもこれまでに前例の無い番組編成であった。しかしその結果、災害報道では視聴者から絶大の信頼を得ているNHKを上回る高視聴率を獲得することとなった。この時、番組の視聴率は40パーセント・占有率は74パーセントを超え、NHKより支持をうけた。
なお、この時日本テレビへの全国向け放送は、当番組の映像が流れるもののほとんどはパノラマカメラのライブ映像のみ（STVのスタジオ映像になった途端に日テレのスタジオ映像に慌てて切り替えていた）で音声は入らず、東京から断片的に伝えられる情報と直接被災地の役場等へ電話を繋いで独自に情報を聞き出していた。また、最新情報についてはSTVニュースセンターから裏送りで入れていた。

### 末期
- こうして、長年にわたり視聴率トップを走り続けてきた朝6であるが、ここにきて、従来からの固定客が多いNHK総合テレビの『NHKニュースおはよう日本』（北海道ローカル枠は『NHKニュースおはよう北海道』）と早朝番組での自社製作から撤退したHBC（TBS系列）の『みのもんたの朝ズバッ!』、さらに北海道文化放送（UHB）（フジテレビ系列）の『めざましテレビ』の追い上げに直面していた。
- このためか、2007年10月1日より、キャスター陣を総入れ替えすることとなった。これまでサブ的な立場にあった森中（1990年4月より1年半務めていた）をメインとして「完全復帰」し、1990年10月から1996年3月までキャスター陣の一人だった宮永真幸も11年ぶりにカムバックすることとなった。
- しかし、STVラジオの野球中継も担当している宮永が2回目の卒業、横井も同じ立場にあったため、2008年3月28日で卒業。
- そんな中、一時期記者・ディレクターをしていた萩原隆雄が2008年3月31日放送分からキャスターを担当することになった。元々萩原はアナウンサーをしていたため、この番組でアナウンサー復帰になったが、事実上宮永と横井の後継キャスターである。
- 2011年3月31日をもって『ズームイン!!SUPER』が終了し、翌日4月1日からは後継番組として『ZIP!』がスタート（5:50 - 8:00）することは決まっていたが、21年間続いた当番組は3月25日放送分をもって終了、28日から『どさんこワイド』の朝版となる『どさんこワイド!!朝!』（司会：明石英一郎）が放送されることになった。また、森中は夕方の『どさんこワイド』のニュース担当となった。

## 放送時間の変遷
| 期間       | 期間       | 放送時間（日本時間）        |
| ---------- | ---------- | --------------------------- |
| 1990.04.02 | 1990.09    | 平日 06:00 - 07:00（060分） |
| 1990.10    | 1991.03    | 平日 05:55 - 07:00（065分） |
| 1991.04    | 1991.09    | 平日 05:50 - 07:00（070分） |
| 1991.10    | 1992.03    | 平日 05:45 - 07:00（075分） |
| 1992.04    | 1992.09    | 平日 05:40 - 07:00（080分） |
| 1992.10    | 1993.03    | 平日 05:35 - 07:00（085分） |
| 1993.04    | 1993.09    | 平日 05:30 - 07:00（090分） |
| 1993.10    | 1994.03    | 平日 05:25 - 07:00（095分） |
| 1994.04    | 1994.09    | 平日 05:20 - 07:00（100分） |
| 1994.10    | 1995.03    | 平日 05:15 - 07:00（105分） |
| 1995.04    | 1995.09    | 平日 05:10 - 07:00（110分） |
| 1995.10    | 1996.03    | 平日 05:05 - 07:00（115分） |
| 1996.04    | 2001.09    | 平日 04:59 - 07:00（121分） |
| 2001.10    | 2002.03    | 平日 04:59 - 06:30（091分） |
| 2002.04    | 2011.03.25 | 平日 04:53 - 06:30（097分） |

## タイムテーブル

### 放送終了時（2010.10 - 2011.3）
当番組のタイムテーブルは、生放送を前提に製作しているため、コーナーの開始時間が異なったり、コーナーが前後に交互する場合がある。
| 時刻 | 放送内容                                                                    | コーナー詳細・備考 |
| --- | --------------------------------------------------------------------------- | --- |
| 4:53 | 番組オープニング                                                            | 道内設置のお天気カメラ中継、道内午前4時の気温、 メインキャスターの挨拶、オープニングアニメーション 別の天カメ中継                                                                              |
| 4:55頃 | 最新ニュース（全国・道内）                                                  | ここから6:30までのニューステロップには「朝6生ワイド」と書いてある。全国ニュースの映像は『Oha!4』から流用                                                                                       |
| 5:01頃 | 北海道の天気                                                                | |
| 5:04頃 | 朝5時スポーツ                                                               | |
| 5:11頃 | あさどりミュージック                                                        | コーナー中盤で道内のピンポイント予報や気温など。リクエストも受け付けている |
| 5:14頃 | 朝刊チェック                                                                | |
| 5:22頃 | ラッキーナンバープレゼント                                                  | |
| 5:24頃 | 最新ニュース                                                                | |
| 5:33頃 | 高野予報士の天気予報                                                        | |
| 5:36頃 | 交通情報                                                                    | 道内の高速道路・高規格道路・国道・JR |
| 5:37頃 | あさどりSports                                                              | |
| 5:45頃 | あさどりエンタ                                                              | |
| 5:50頃 | 日替わり特集                                                                | |
| 5:55頃 | 天カメ中継・天気予報 交通情報・6時台予告                                    | |
| 6:00 | NNNニュースSUPER                                                            | NNN協定により同時ネット。6:08.00には札幌テレビのスタジオへ戻る。 |
| 6:08 | 天カメ中継・天気予報 後半オープニング                                       | |
| 6:09頃 | 道内ニュース                                                                | |
| 6:11頃 | あさどりスポーツ&エンタ ぞっこん!ファイターズ GO!GO! DOME                   | 6:18頃からエンタメ情報 |
| 6:23頃 | 天カメ中継                                                                  | |
| 6:25頃 | 熊谷明美キャスターレポート                                                  | 道内中継先から、STVのズームキャスター熊谷が中継 |
| 6:26頃 | 高野予報士の天気予報                                                        | |
| 6:29頃 | 交通情報                                                                    | |
| 6:29頃 | エンディング                                                                | ここで簡単なエンドテロップが出される。 「この後は全国のニュース。北海道からは6時45分過ぎにまたお伝えします」とコメント。                                                                       |
| 本来はここまでが『朝6生ワイド』。SB枠なしでズームイン!!SUPERへ接続。ここでは便宜上ローカルの時間帯についても触れる。 |                                                                             | |
| 6:30 | 『ズームイン!!SUPER』                                                       | 東京から。羽鳥・西尾キャスターらの挨拶。▽6:31 ZOOM NEWS ▽6:37 イップンシンブン ▽6:38 イッポン! ▽6:43 エンプレ ▽6:48 急上昇↑                                                                    |
| 6:50頃 | 北海道から予告                                                              | 羽鳥の「続いてはこちらです」のコメント後に放送する |
| 6:51頃 | 提供クレジット                                                              | ここで羽鳥が簡単な天気を述べる。制作・著作テロップを流してSTVへ接続。 |
| 6:52頃 | 天カメ中継・朝6キャスター挨拶                                               | テーブルの日付パネルの番組タイトルが変わっている |
| 6:53頃 | 熊谷キャスター中継 ニュース・高野予報士の天気予報 占い「ラッキーで行こう!」 | ここからのニューステロップには「ズームイン!!SUPER」と書いてある |
| 7:00 | 『ズームイン!!SUPER』                                                       | 再び東京から。▽7:00 this morning ▽7:04 zoom+ & ギモン。▽7:18 ローカル天気▽7:20 ニュースジャーナル「SomoSomo」／3DOORS／Zoom Sports ▽7:27 マルQ／ズーム流 ▽7:40 日替わりコーナー ▽7:46 エンパラ |
| 7:52頃 | 道内ニュース 高野予報士の天気予報                                           | |
| 7:58頃 | エンディング                                                                | |
| 札幌独自のEDで『ズームイン!!SUPER』終了。SB枠なしで『スッキリ!!』へ接続。                                            |                                                                             | |

## 出演者
| 期間      | 期間      | メインキャスター  | メインキャスター  | メインキャスター             | メインキャスター             | メインキャスター                      | コメンテーター | コーナー担当        | コーナー担当      | スポーツ |
| 期間      | 期間      | 男性              | 男性              | 女性                         | 女性                         | 女性                                  | コメンテーター | コーナー担当        | コーナー担当      | スポーツ |
| 期間      | 期間      | 月・火            | 水 - 金           | 月・火                       | 水                           | 木・金                                | コメンテーター | 月・火              | 水 - 金           | スポーツ |
| --------- | --------- | ----------------- | ----------------- | ---------------------------- | ---------------------------- | ------------------------------------- | -------------- | ------------------- | ----------------- | -------- |
| 1990.4.2  | 1990.9.28 | 森中慎也          | 森中慎也          | 山上淳子                     | 山上淳子                     | 山上淳子                              | 中西章一       | （不在）            | （不在）          | （不在） |
| 1990.10.1 | 1991.9.27 | 森中慎也          | 森中慎也          | 坂本咲子 谷口祐子            | 坂本咲子 谷口祐子            | 坂本咲子 谷口祐子                     | 中西章一       | （不在）            | （不在）          | （不在） |
| 1991.9.30 | 1992.9.25 | 宮永真幸          | 宮永真幸          | 坂本咲子                     | 坂本咲子                     | 坂本咲子 高山幸代                     | 大澤宏一       | （不在）            | （不在）          | （不在） |
| 1992.9.28 | 1994.4.1  | 宮永真幸          | 宮永真幸          | 坂本咲子                     | 坂本咲子                     | 坂本咲子 高山幸代                     | （不在）       | （不在）            | （不在）          | （不在） |
| 1994.4.4  | 1994.9.30 | 宮永真幸          | 宮永真幸          | 坂本咲子 佐々木律            | 坂本咲子 佐々木律            | 坂本咲子 高山幸代 佐々木律            | （不在）       | （不在）            | （不在）          | （不在） |
| 1994.10.3 | 1995.3.31 | 宮永真幸          | 宮永真幸          | 坂本咲子 佐々木律 西野嘉良子 | 坂本咲子 佐々木律 西野嘉良子 | 坂本咲子 高山幸代 佐々木律 西野嘉良子 | （不在）       | （不在）            | （不在）          | （不在） |
| 1995.4.3  | 1996.3.29 | 宮永真幸          | 宮永真幸          | 佐々木律 西野嘉良子          | 佐々木律 西野嘉良子          | 佐々木律 西野嘉良子                   | （不在）       | （不在）            | （不在）          | （不在） |
| 1996.4.1  | 2003.9.26 | 和久井薫          | 和久井薫          | 高山幸代                     | 高山幸代                     | 高山幸代                              | （不在）       | （不在）            | （不在）          | （不在） |
| 2003.9.29 | 2004.3.26 | 和久井薫          | 和久井薫          | 高山幸代 相本幸子            | 高山幸代 相本幸子            | 高山幸代 相本幸子                     | （不在）       | （不在）            | （不在）          | （不在） |
| 2004.3.29 | 2005.4.1  | 和久井薫          | 和久井薫          | 鈴木亜紀 熊谷明美 相本幸子   | 鈴木亜紀 熊谷明美 相本幸子   | 鈴木亜紀 熊谷明美 相本幸子            | （不在）       | （不在）            | （不在）          | （不在） |
| 2005.4.4  | 2005.9.30 | 和久井薫 岡崎和久 | 和久井薫 岡崎和久 | 鈴木亜紀 熊谷明美            | 鈴木亜紀 熊谷明美            | 鈴木亜紀 熊谷明美                     | （不在）       | （不在）            | （不在）          | （不在） |
| 2005.10.3 | 2006.3.31 | 和久井薫          | 和久井薫          | 熊谷明美                     | 鈴木亜紀                     | 鈴木亜紀                              | （不在）       | 藤井孝太郎 藤本晶子 | 岡崎和久 藤本晶子 | （不在） |
| 2006.4.3  | 2006.9.29 | 和久井薫          | 和久井薫          | 熊谷明美                     | 鈴木亜紀                     | 鈴木亜紀                              | （不在）       | 藤本晶子 宮田愛子   | 岡崎和久 宮田愛子 | （不在） |
| 2006.10.2 | 2007.9.28 | （不在）          | （不在）          | 内山佳子 熊谷明美            | 内山佳子 鈴木亜紀            | 内山佳子 鈴木亜紀                     | （不在）       | （不在）            | （不在）          | 岡本博憲 |
| 2007.10.1 | 2008.3.28 | 森中慎也 宮永真幸 | 森中慎也 横井健一 | 急式裕美                     | 急式裕美                     | 急式裕美                              | （不在）       | （不在）            | （不在）          | （不在） |
| 2008.3.31 | 2008.10.3 | 森中慎也 萩原隆雄 | 森中慎也 萩原隆雄 | 急式裕美                     | 急式裕美                     | 急式裕美                              | （不在）       | （不在）            | （不在）          | （不在） |
| 2008.10.6 | 2009.3.27 | 森中慎也 萩原隆雄 | 森中慎也 萩原隆雄 | 急式裕美 山藤美智            | 急式裕美 山藤美智            | 急式裕美 宮田愛子                     | （不在）       | （不在）            | （不在）          | （不在） |
| 2009.3.30 | 2010.3.26 | 森中慎也 萩原隆雄 | 森中慎也 萩原隆雄 | 熊谷明美 山藤美智            | 熊谷明美 山藤美智            | 熊谷明美 宮田愛子                     | （不在）       | （不在）            | （不在）          | （不在） |
| 2010.3.29 | 2011.3.25 | 森中慎也 萩原隆雄 | 森中慎也 萩原隆雄 | 熊谷明美 松下ゆきこ          | 熊谷明美 松下ゆきこ          | 熊谷明美 宮田愛子                     | （不在）       | （不在）            | （不在）          | （不在） |

### 気象予報士
- 国田博之（月 - 水、日本気象協会職員）
- 高野昌明（木・金、同上）
- 猪股竜彦（同上）
- 北原宏之（同上）
- 石掛貴人（同上）

## 番組テーマ曲
- 初代テーマ曲「On wings of songs」（中川昌三／アルバム「SUMMER SKETCH」収録）
- 2代目オープニングテーマ曲「緑野原座フライト・プラネット（インストルメンタル）」（作曲：国本佳宏）
- 初代天気コーナーBGM「Summer Song」（Earl Klugh）
- 初代新聞紹介コーナーBGM「Dance With Me」（Earl Klugh）
- 2代目エンディングテーマ曲「ASAYAKEの中で」（Key of Life）

## 関連番組
以下の各局はSTVと同じく、『ズームイン』の第1部を差し替えて放送している。
- 朝生ワイド す・またん!（大阪府ほか近畿地方のytvが放送している朝の情報番組）
- KRYさわやかモーニング（山口県のKRYが放送している朝の情報番組）

以下の局は『ズームイン』の第2部を差し替えて放送していた。
- おはようとくしま プラス（徳島県のJRTが放送していた朝の情報番組）